# Marciana Marina
Marciana Marina est une commune de l'île d'Elbe, dans la province de Livourne et la région Toscane, en Italie.

## Histoire

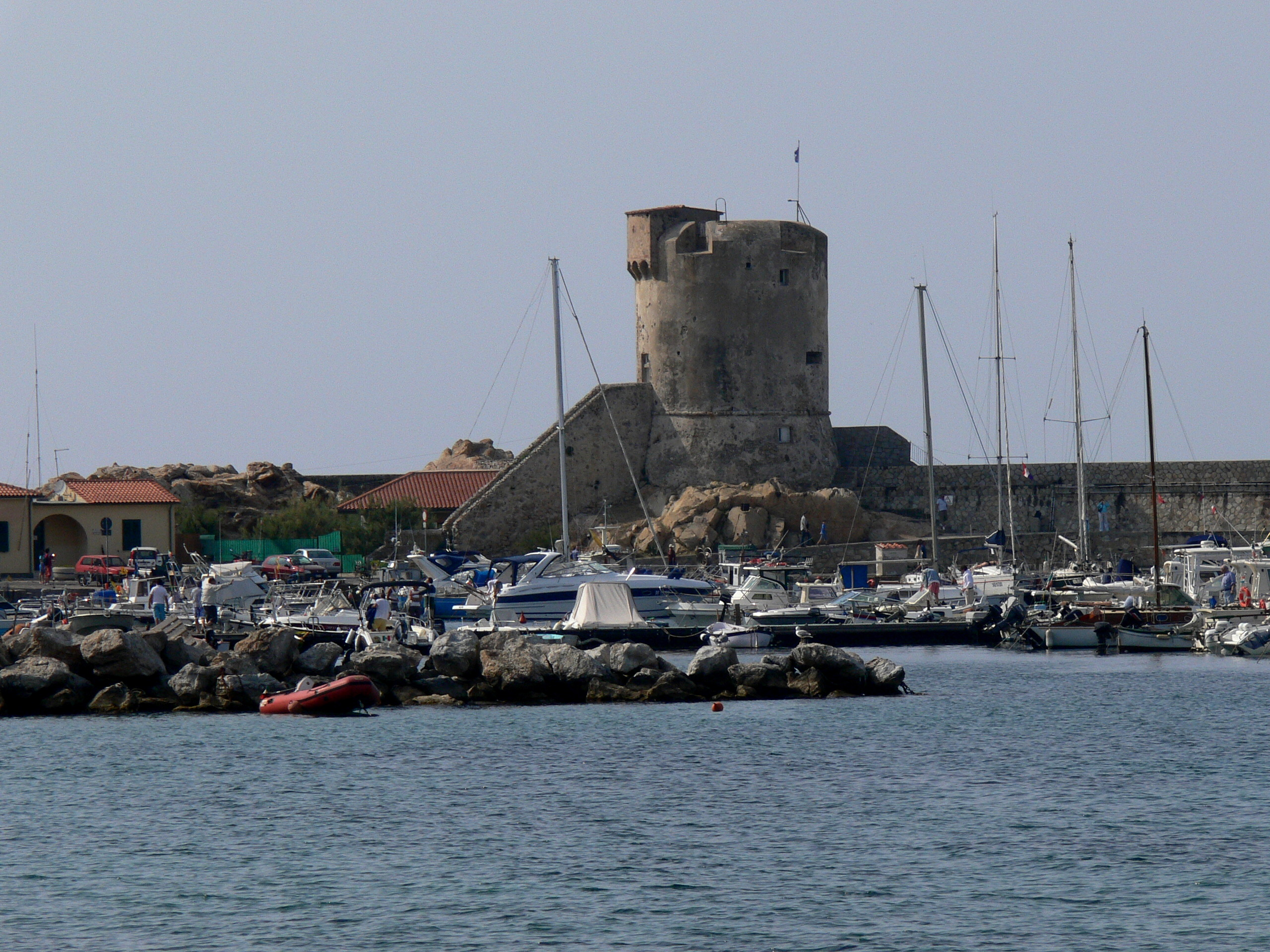
La Tour pisane de Marciana Marina.

À l'entrée du port, se trouve l'ancienne Tour Appiani, dont les formes actuelles sont attribuées à la seconde moitié du XVIe siècle. Le noyau de la commune, appelé Marina di Marciana ou Marciana Marittima, s'est développé à l'origine au lieu-dit Il Cotone (terme local qui signifie « gros rocher », du latin accusatif cotem) à proximité d'un port naturel. Non loin de là, se trouvait une petite zone marécageuse, qui a ensuite été remblayée. Plus tard, il y a eu un nouveau développement urbain qui a donné naissance à ce qu'on appelle le "quartier long". Au centre, sur la Piazza Vittorio Emanuele, se trouve l'église de Santa Chiara, datant de 1776. Les bâtiments historiques d'un grand intérêt sont la Villa Anselmi-Spinola (qui fut le siège d'un commandement de la Wehrmacht pendant la Seconde Guerre mondiale ) et la villa Leonardi (cette dernière avec une triple véranda sur colonnes de style toscan), datée du XIXe siècle. Au XVIIIe siècle, en raison de son importance portuaire et commerciale, Marciana Marina s'appelait "Petite Marseille".
L'îlot appelé La Paolina est visible depuis la route qui relie Marciana Marina au hameau de Procchio. Nommé d'après Pauline Bonaparte à la suite de l'expansion touristique de l'après-guerre (à l'origine, l'îlot s'appelait Castiglioncello), il abrite les ruines d'une construction romaine datant d'une période comprise entre le Ier siècle av. J.-C. et le Ier siècle apr. J.-C. et appartenant peut-être à un ancien empire commercial. Des exemples d'architecture moderne d'après-guerre sont la Villa Spinelli (Crocetta), la Villa Albertini, la Villa Del Balzo et la Villa Vannini-Parenti (Bagno).

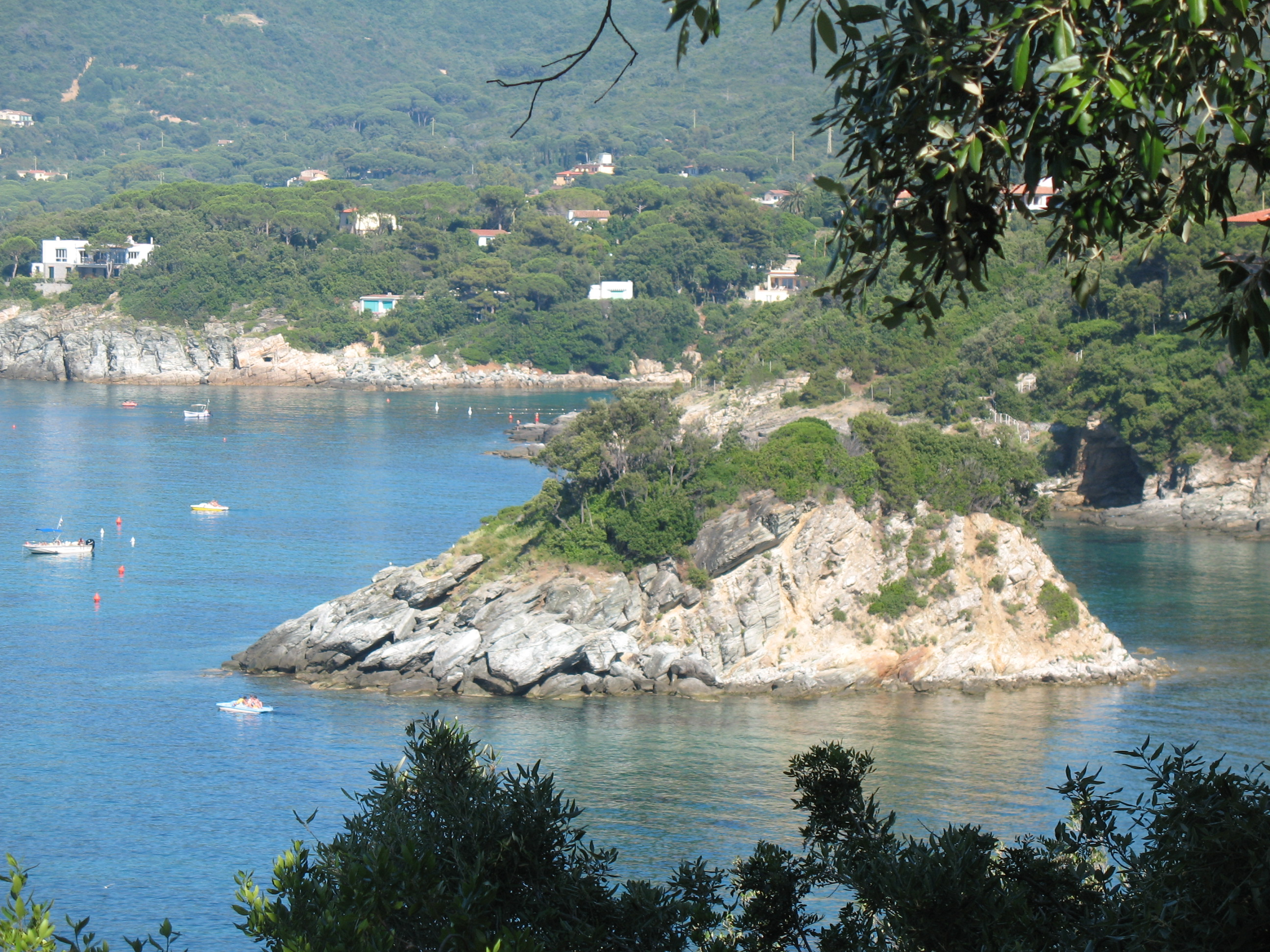
Îlôt Paolina.

Le littoral municipal, en partant de l'ouest, comprend la crique de Cala, puis la petite crique de Caletta, la pointe rocheuse de la Crestina, la plage de la Madonna (ainsi appelée pour la présence, au sommet de la vallée, du sanctuaire de la Madonna del Monte) ou Ripa Barata (c'est-à-dire "côte effondrée") avec la source appelée Acqua della Madonna, la pointe de la Madonna, la pointe du Nasuto ou la pointe de Tramontana, la Cala Ginestra et, près de Marciana Marina, la Feniccia. À l'est de la ville, la Riviera comprend la Punta Nera, la Punta della Crocetta, le Schioppo (du latin scopulus, "roche"), la Côte Tonda, la plage de Bagno avec la trappe du XVIIIe siècle et la plage de Sprizze. Le lieudit Redinoce, qui dérive du Rio della Noce, est également intéressant.

## Administration
| Période                                  | Période          | Identité         | Étiquette                    | Qualité |
| ---------------------------------------- | ---------------- | ---------------- | ---------------------------- | ------- |
| 4 janvier 1993                           | 17 novembre 1997 | Alberto De Fusco | Parti démocrate de la gauche | Maire   |
| 17 novembre 1997                         | 28 mai 2002      | Giovanni Martini | Centre droit                 | Maire   |
| 28 mai 2002                              | 29 mai 2007      | Giovanni Martini | Centre droit                 | Maire   |
| 29 mai 2007                              | 7 mai 2012       | Andrea Ciumei    | Liste civique                | Maire   |
| 7 mai 2012                               | 12 juin 2017     | Andrea Ciumei    | Liste civique                | Maire   |
| 12 juin 2017                             | En cours         | Gabriella Allori | Liste civique                | Maire   |
| Les données manquantes sont à compléter. |                  |                  |                              |         |

### Communes limitrophes
Marciana